# 貝利冰流
貝利冰流（英語：Bailey Ice Stream）是南極洲的冰流，位於科茨地，處於塞隆山脈北側，最終注入菲爾希納-龍尼冰棚，以英國的冰川學家命名，現時由南極條約體系管理。